# Sandefjord Fotball
Sandefjord Fotball er en norsk fodboldklub, som spiller i den norske liga, Eliteserien. Klubben blev stiftet den 10. september 1998, som en overbygning til IL Runar og Sandefjord Ballklubb.

## Danske spillere
- Martin Jensen (2007-)
- Ole Tobiasen (2006)
- Peter Skov-Jensen (2007-)
- Rune Hansen (2008-)
- Jakob Busk Jensen
- Mads Pedersen (2014-15)
- Michael Tørnes (2015)

## Links/Henvisninger
- Officiel hjemmeside

59°08′13″N 10°10′49″Ø / 59.1368923°N 10.1802173°Ø